# L'Ombre des châteaux
Pour plus de détails, voir Fiche technique et Distribution.
L'Ombre des châteaux est un film français réalisé par Daniel Duval, sorti en 1977.

## Fiche technique
- Titre français : L'Ombre des châteaux
- Réalisation : Daniel Duval
- Scénario : Daniel Duval
- Photographie : Pierre Lhomme
- Assistant-réalisateur : Bernard Stora
- Son : Michel Laurent
- Musique : Maurice Vander
- Production : Caméra One (Michel Seydoux)
- Pays d'origine :  France
- Genre : drame
- Durée : 90 minutes
- Date de sortie : 27 avril 1977

## Distribution
- Philippe Léotard : Luigi
- Albert Dray : Rico
- Zoé Chauveau : Fatoun
- Marcel Dalio : Père Renard
- Stéphane Bouy : le jeune avocat
- Yves Beneyton : le chef motard
- Martine Ferrière : la mère supérieure
- Louise Chevalier : la religieuse
- Jenny Clève : une foraine
- Michel Delahaye

## Sortie vidéo
Le film sort en médiabook combo Blu-ray & DVD le 4 mars 2020, avec en plus d'un nouveau master 4K, un livret de 24 pages illustrées, et d'autres suppléments.